# Горски срез
Горски срез је био административна јединица на крајњем југу Србије. Основан је након Првог светског рата, и као администатривна институција трајао је до 1941. Састојао се из више општина: Враништа, Брод, Рестелица, Радеша. Седиште Среза је било у Драгашу, а о томе сведочи велелепна зграда некадашњег Среза. Од 1945. зграда среза служи као зграда Општине.
Након Другог светског рата, 1965. године сви срезови су укинути, а уместо Горског среза формирана је општина Драгаш. Године 1990, на делу некадашњег Горског среза формирана је општина Гора. Општина Гора је била етнички чиста горанска општина. Укинута је доласком ОВК и НАТО трупа на Космету. Од 2000. године постоји општина Драгаш у формату у коме је постојала од 1945. до 1999. године.